# 우지타와라촌
우지타와라촌(일본어: 宇治田原村)은 일본 교토부 쓰즈키군에 설치되었던 촌이다. 현재의 우지타와라정 동부에 해당한다.